# ميجالين اتشكوك
ميجالين اتشكوك (بالإنجليزية: Megalyn Echikunwoke)‏ هي ممثلة أمريكية، ولدت في 28 مايو 1983 في الولايات المتحدة.

## أعمال

### أفلام
- (2013) يوم مناسب لموت قاسي[4][5][6]

### مسلسلات
- 24
- أميريكان داد!
- ذا 4400
- ميامي
- فيرونيكا مارس

## وصلات خارجية
- ميجالين اتشكوك على موقع IMDb (الإنجليزية)
- ميجالين اتشكوك على موقع ميتاكريتيك (الإنجليزية)
- ميجالين اتشكوك على موقع روتن توميتوز (الإنجليزية)
- ميجالين اتشكوك على موقع قاعدة بيانات الأفلام العربية
- ميجالين اتشكوك على موقع ألو سيني (الفرنسية)
- ميجالين اتشكوك على موقع ميوزك برينز (الإنجليزية)
- ميجالين اتشكوك على موقع تيرنر كلاسيك موفيز (الإنجليزية)
- ميجالين اتشكوك على موقع أول موفي (الإنجليزية)
- ميجالين اتشكوك على موقع قاعدة بيانات الأفلام السويدية (السويدية)
- ميجالين اتشكوك على موقع إن إن دي بي (الإنجليزية)